# Marcello Mariani
Marcello Mariani (L'Aquila, 5 settembre 1938 – L'Aquila, 23 luglio 2017) è stato un pittore e scultore italiano.

## Biografia
Frequenta l'Accademia di belle arti di Napoli, dove è allievo di Domenico Spinosa e Antonio Scordia.
Inizia a lavorare come aiuto scenografo al teatro San Carlo su impulso di Domenico Modugno.
Nel 1958 si reca a Parigi affascinato dalla pittura di Amedeo Modigliani.
Nei primi anni sessanta realizza una serie di mostre con artisti tedeschi. Le sue esperienze pittoriche vengono arricchite dalla conoscenza, nelle gallerie romane, delle opere di Conrad Marca-Relli, Willem de Kooning, Pierre Tal-Coat e Franz Kline. Si dedica in questi anni alla pittura informale.
Espone nel 1974 con Consagra e Guttuso, nel 1979 a Melbourne e dal 1990 al 2000 con alcuni rappresentanti europei dell'arte povera.
Nel 2007 partecipa alla collettiva Nel Segno della Materia. Pittura informale europea e americana, con alcuni astrattisti contemporanei (Burri, Vedova, Marca-Relli, Pollock, Kline, Afro e Tàpies).
Nel 2008 la casa editrice Mazzotta pubblica il volume del fotografo Gianni Berengo Gardin, Marcello Mariani, Percorsi di Luce, dedicato alla pittura di Mariani; nello stesso anno si tiene un'antologica nelle sale del Palazzo Venezia di Roma, con opere che vanno dal 1957 al 2007, curata da Gabriele Simongini. Il catalogo, edito dall'editore Silvana, è curato dallo stesso Simongini, con contributi di Enrico Crispolti.
Nel 2011 partecipa alla collettiva Arte e Regioni nel Vittoriano, in occasione del 150º anniversario dell'Unità d'Italia, e alla Biennale di Venezia, alla Rassegna internazionale d'arte G. B. Salvi a Sassoferrato e alla collettiva Archè, presso la Basilica di Collemaggio all'Aquila, gravemente danneggiata dal terremoto del 2009.